# Łapanka

Łapanka w Bydgoszczy, wrzesień 1939

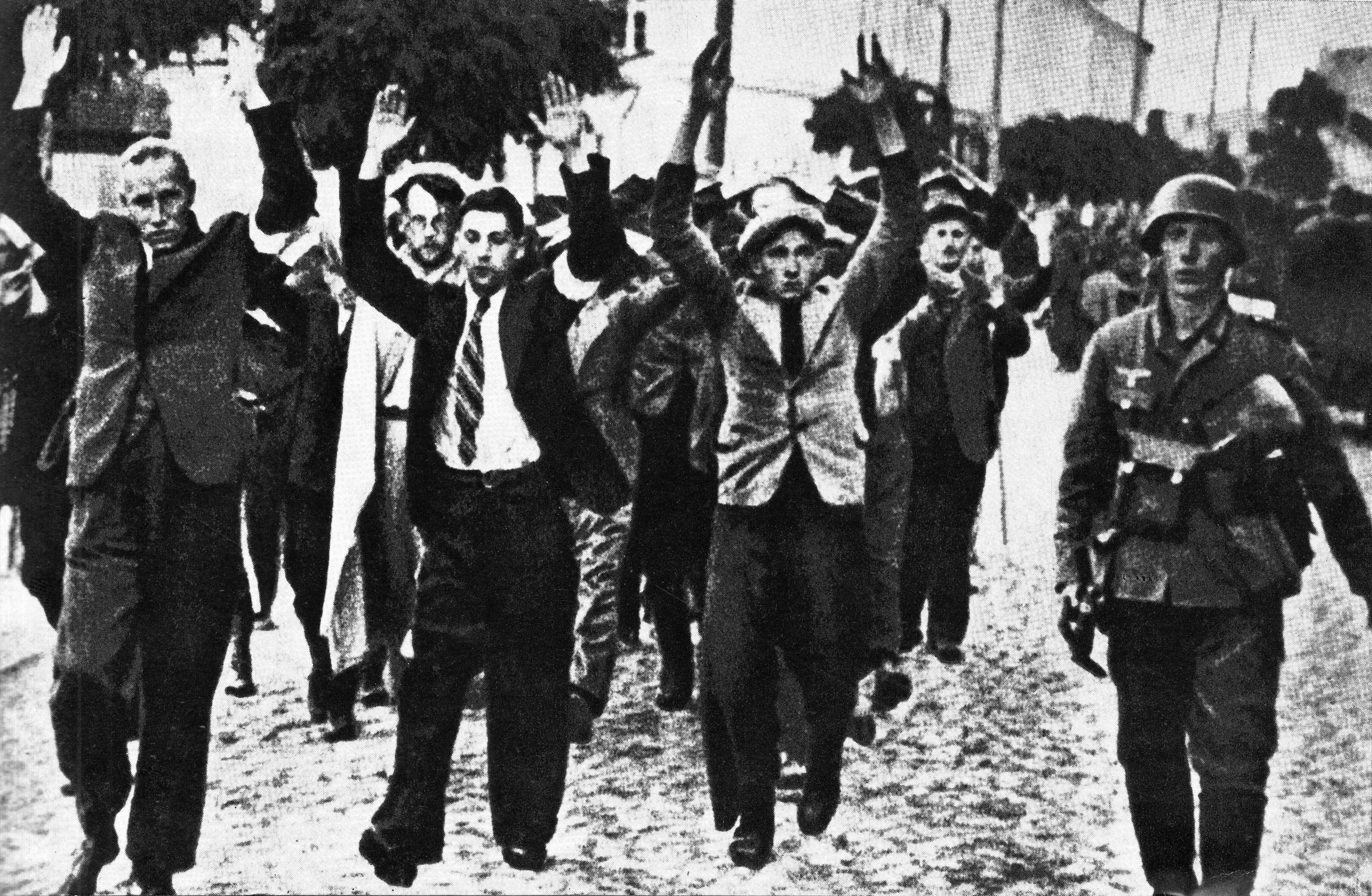
Mężczyźni zatrzymani w czasie łapanki w Warszawie

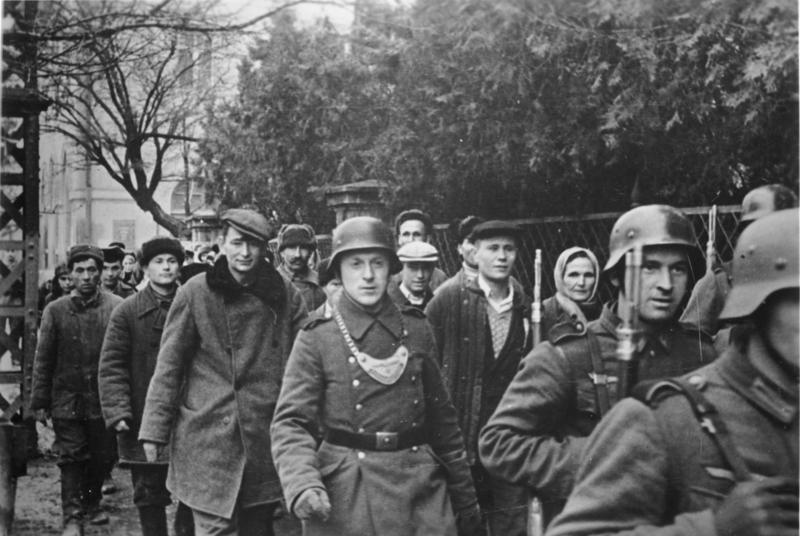
Ofiary łapanki w Symferopolu, 1942

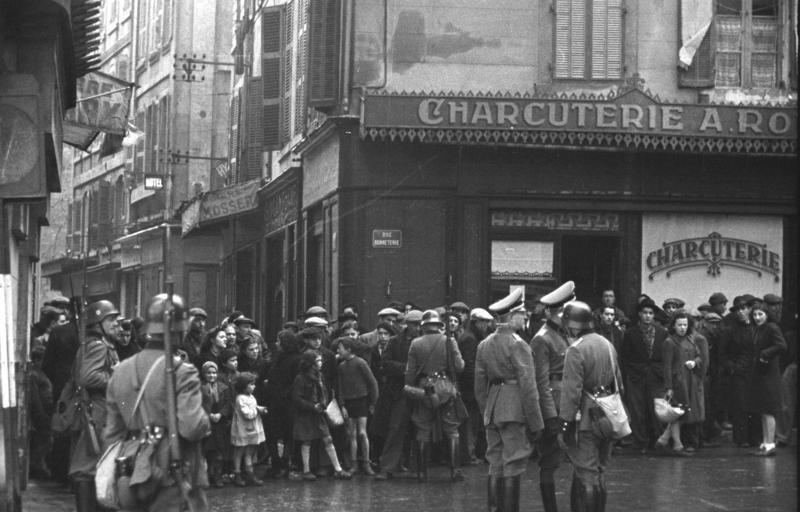
Łapanka w Marsylii, 1943

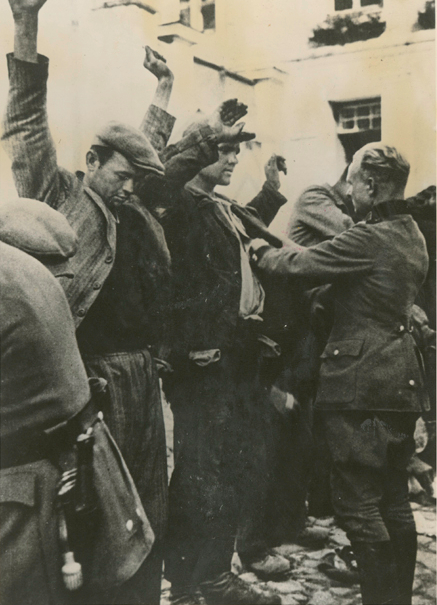
Łapanka ludności cywilnej w Warszawie, 1941

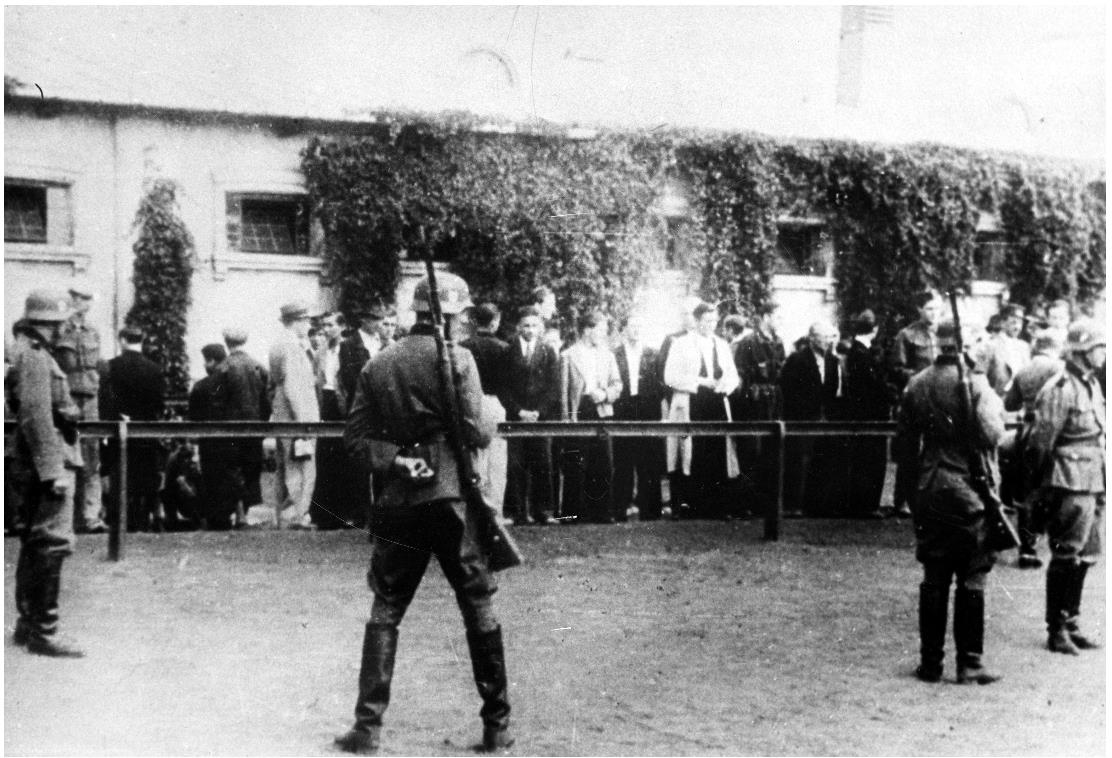
Cywile złapani podczas łapanki w obozie przejściowym na terenie dawnych koszar 1 Pułku Szwoleżerów Józefa Piłsudskiego w rejonie ulicy Szwoleżerów, 1942

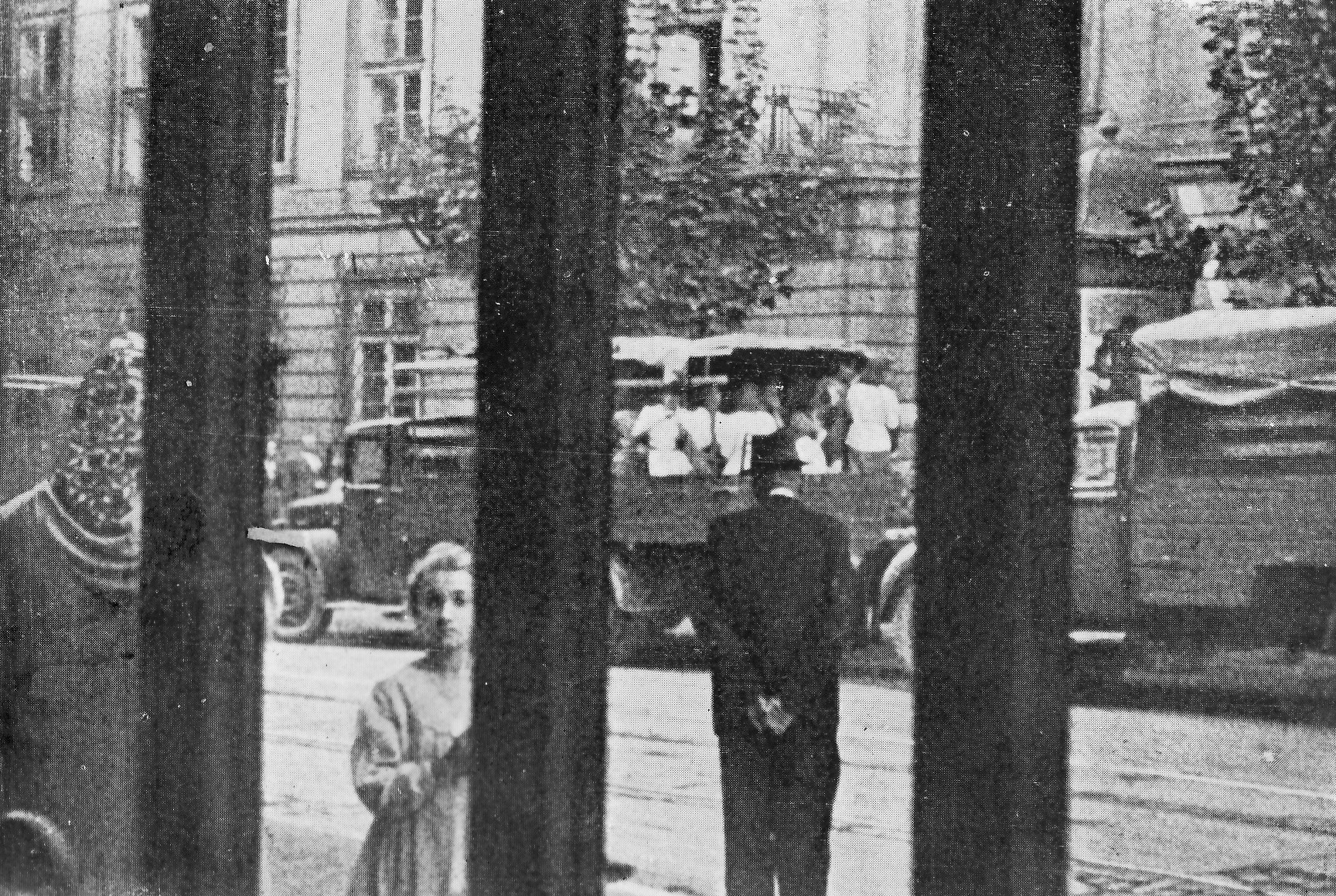
Na ciężarówkach, zwanych budami, osoby złapane podczas łapanki w Krakowie

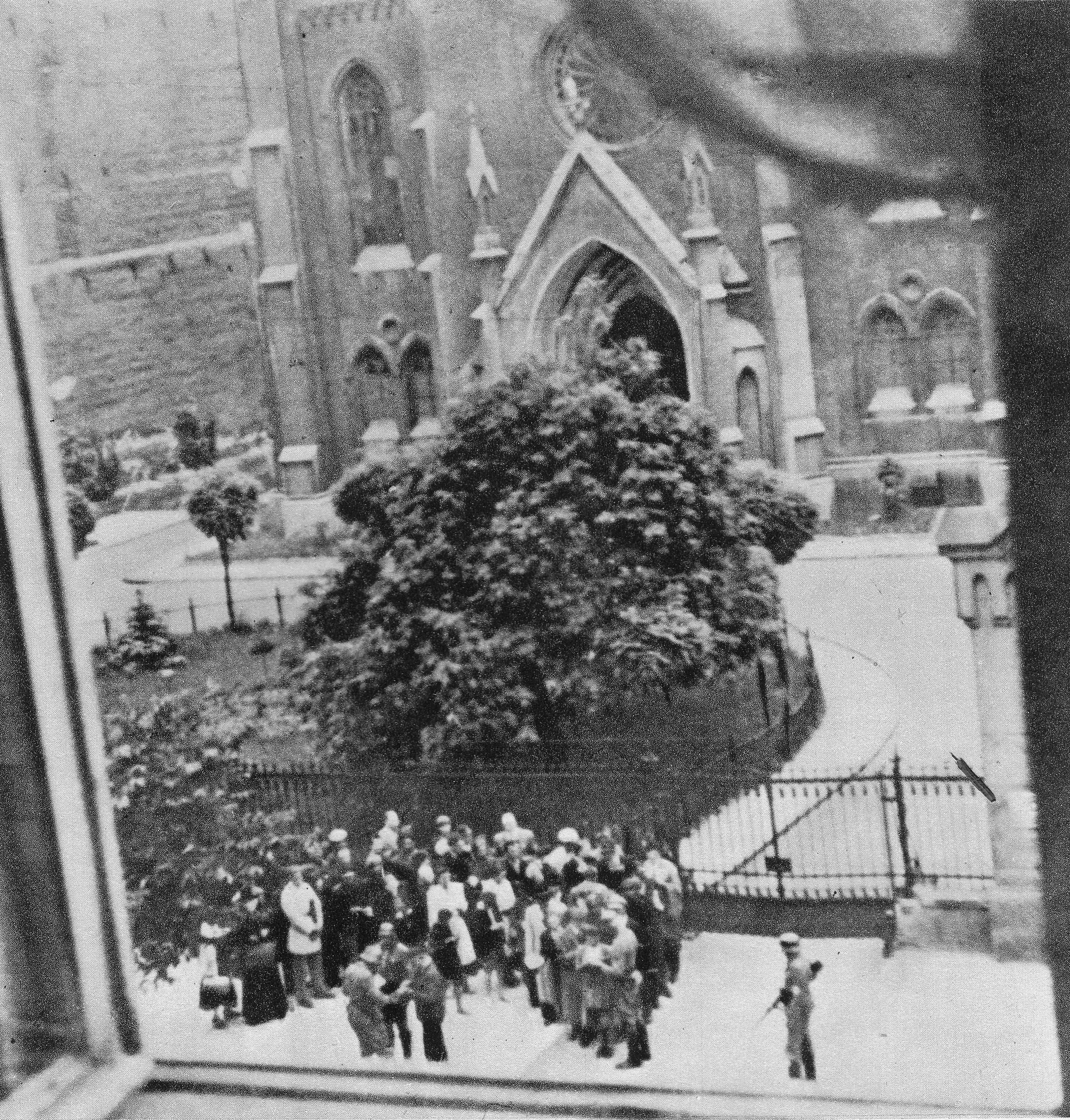
Osoby zatrzymane podczas łapanki przed kościołem ewangelicko-reformowanym w Warszawie

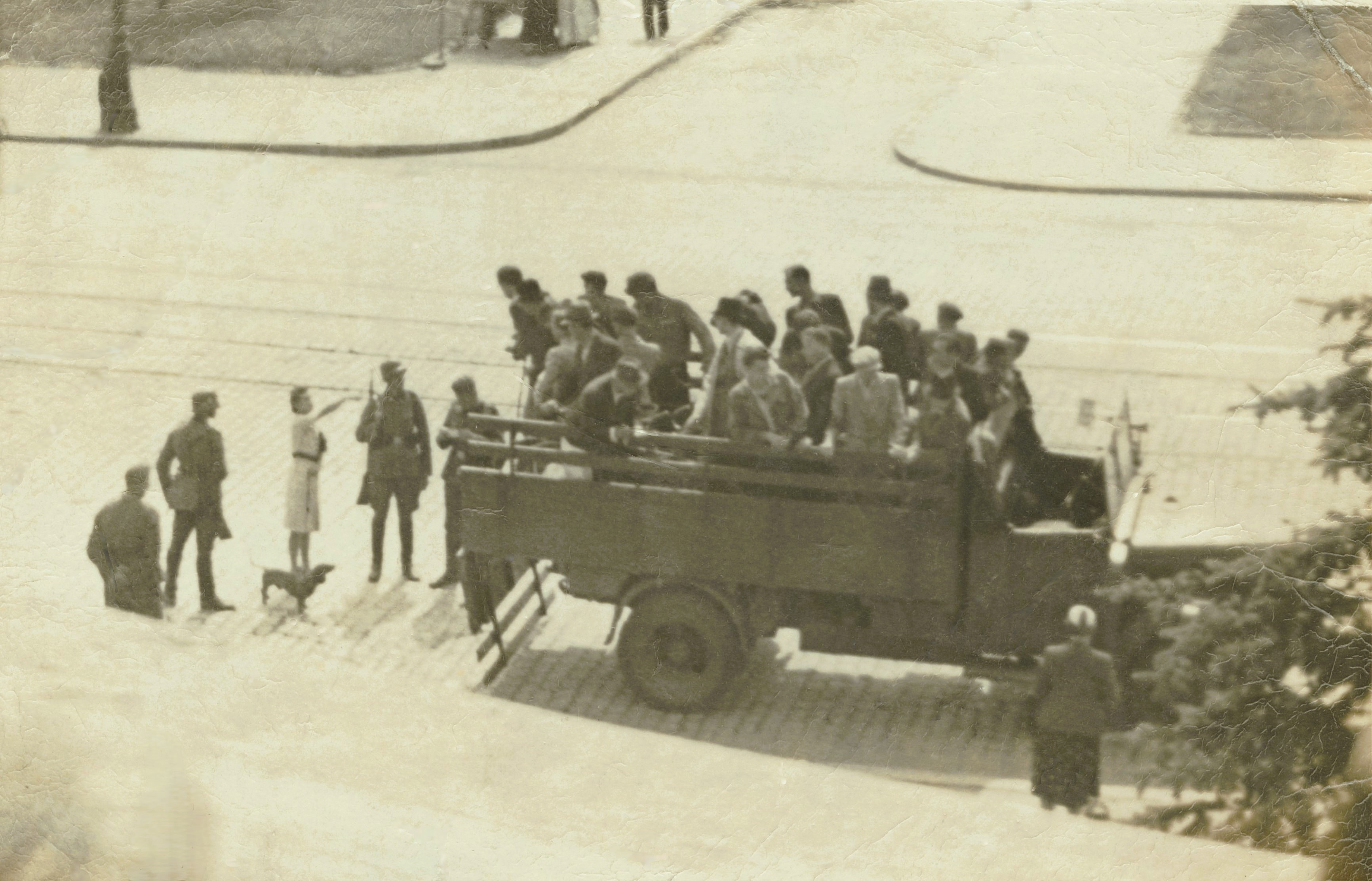
Ofiary łapanki na warszawskim Żoliborzu, 1941

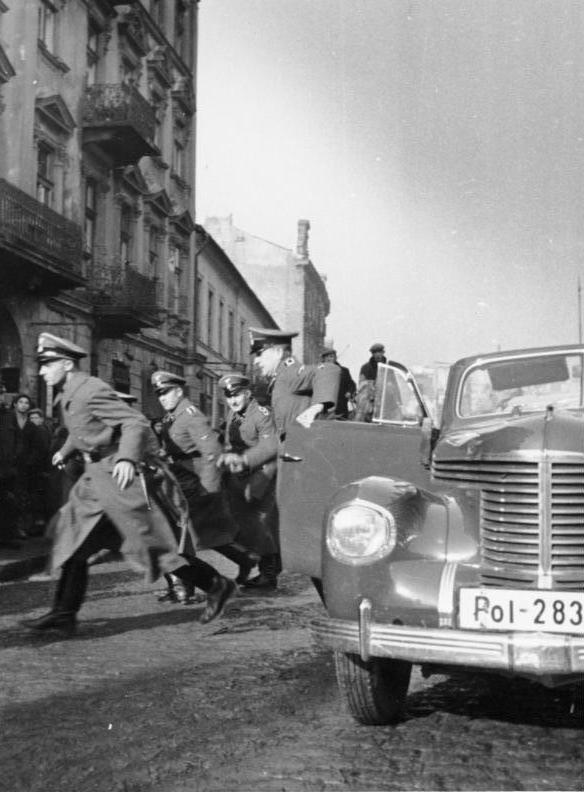
Członkowie Sicherheitsdienstu podczas łapanki w okupowanej Polsce, 1939

Łapanka – nazwa (pierwotnie potoczna) jednego z głównych sposobów używanych przez Niemców podczas II wojny światowej dla zatrzymania na ulicach okupowanych miast większej liczby przypadkowych przechodniów w celu uwięzienia ich, przesiedlenia, umieszczenia w obozach koncentracyjnych bądź skierowania na przymusowe roboty do Niemiec.

## Zasięg
Łapanki były organizowane przez Ordnungspolizei oraz Wehrmacht w Niemczech oraz całej okupowanej Europie. We Francji znane były pod terminem „rafle”, lecz ich obiektem byli głównie francuscy Żydzi wyłapywani przez niemieckie władze okupacyjne oraz funkcjonariuszy francuskiej policji w czasie tzw. Obławy Vel d’Hiv. W Danii natomiast podobne praktyki określano jako „Razzia”.

## Cel łapanek
Łapanki na ulicach były organizowane zgodnie z rolą jaką okupanci wyznaczyli Polakom w związku z tzw. Generalnym Planem Wschodnim (niem. Generalplan Ost). Według założeń nazistowskiej polityki rasowej ludność słowiańska podbitych terytoriów określana była jako „niższe rasy słowiańskie – podludzie” (niem. slawische Untermenschen). Ludzie ci jako niepełnowartościowa populacja miała wykonywać proste prace w służbie rasie panów (niem. die Herrenrasse), do których należeli Germanie. Aby osiągnąć ten cel Niemcy postanowili wyeliminować warstwę przywódczą narodu polskiego mordując ją w masowych egzekucjach podczas operacji Tannenberg, a pozostałą ludność sprowadzić do roli służby dla Niemców uważających się za rasę wyższą. Zgodnie z tą wizją organizowanie łapanek w Polsce miało dla nazistów cztery powiązane ze sobą cele:
- eliminacja osób uznanych za „wrogów Rzeszy” – wyłapywanie w celu likwidacji przedstawicieli warstw kierowniczych, polskiej inteligencji oraz ukrywających się poza gettami Żydów,
- pozyskiwanie darmowej siły roboczej – wyłapywanie kandydatów do pracy przymusowej w głębi Niemiec oraz w obozach koncentracyjnych,
- walka z ruchem oporu – wyłapywanie członków ruchu oporu poszukiwanych listami gończymi oraz podejrzanymi o taką działalność,
- wysiedlanie ludności polskiej i żydowskiej z terenów wcielonych do Rzeszy w celu zwolnienia miejsca dla niemieckich osadników.

Potwierdza to w dniu 20 października 1939 w swoim raporcie Franz Röder – Sturmbannführer 16 Komendy Operacyjnej Policji Bezpieczeństwa i Służby Bezpieczeństwa zajmującej się dokonywaniem czystek etnicznych na ludności polskiej. Prezentując wytyczne postępowania z Polakami na terenach Pomorza, które zostały wcielone do III Rzeszy pisze:

Zgodnie z wolą Führera, w jak najkrótszym czasie mają powstać z polskiego Pomorza – niemieckie Prusy Zachodnie (Westpreussen). Według zgodnej opinii miarodajnych czynników nieodzowne jest poczynienie w tym kierunku następujących kroków:
- 1. Fizyczne zlikwidowanie tych wszystkich polskich elementów, które w przeszłości występowały na kierowniczych stanowiskach albo w przyszłości mogą być organizatorami polskiego oporu;
- 2. Wysiedlenie z Pomorza wszystkich Polaków i zasiedziałych kongresowiaków;
- 3. Przeniesienie rasowo wartościowych Polaków do środkowych Niemiec....

Pierwsze łapanki wiązały się z masowymi aresztowaniami ludności polskiej dokonywanymi na podstawie imiennych list proskrypcyjnych tzw. Sonderfahndungsbuch Polen i miały miejsce już w trakcie trwania kampanii wrześniowej. Celem tych aresztowań była eliminacja polskiej inteligencji oraz warstwy kierowniczej w ramach operacji Tannenberg w szeregu regionalnych akcji zwanych Intelligenzaktion. Jedna z pierwszych łapanek miała miejsce już 9 września w Bydgoszczy na Szwederowie, gdzie na miejscu zamordowano 60 Polaków. Po zakończeniu kampanii wrześniowej 300 tysiącom polskich jeńców wojennych wziętym do niewoli narzucono automatycznie status robotnika przymusowego i wywieziono ich w głąb Niemiec. Pracownicy ci mieli być darmową siłą roboczą rozbudowującą niemiecki przemysł oraz wspomagającą niemiecki wysiłek wojenny. Stałe zapotrzebowanie na darmową siłę roboczą skłoniły niemieckie Urzędy pracy do prowadzenia naboru w okupowanej Polsce. Urzędnicy Arbeitsamtów prowadzili szeroko zakrojoną agitację mającą na celu zwabienie Polaków do pracy w Niemczech kusząc dobrymi warunkami pracy oraz godziwą zapłatą. W okresie od września 1939 do lata 1940 zwabiono dzięki tej propagandzie kilkanaście tysięcy polskich robotników, którzy dobrowolnie wyjechali do pracy w III Rzeszy. Wkrótce jednak po wyczerpaniu się optymistycznie nastawionych bezrobotnych urzędy zaczęły świecić pustkami. Przyczynił się do tego także brak kontaktu rodzin z wywiezionymi na roboty oraz informacje odnośnie do trudnych warunków pracy oraz złego traktowania Polaków przez niemieckich pracodawców. Wobec braku chętnych, którzy dobrowolnie daliby się zniewolić od połowy 1940 niemiecka administracja zaczęła organizować regularne łapanki na ulicach na roboty do Rzeszy. Stawali się oni tzw. „robotnikami przymusowymi” (niem. Zivilarbeiter). Kolejnym aspektem, dla którego naziści organizowali łapanki były niemieckie plany zaludnienia terenów okupowanej Polski przez Niemców.

## Sposób realizacji
Łapanki, jak to nazywano w Polsce, stały się istotnym zjawiskiem życia codziennego w Warszawie i pociągały za sobą wzmaganie się okrucieństw po obu stronach. (...) Całe ulice zamykane były przez policję i wojsko i większość mężczyzn i kobiet z takiej pułapki wywożono do obozów koncentracyjnych lub do niewolniczej pracy w Niemczech. Ludzi z tramwajów i wagonów kolejowych, niezależnie od posiadanych dokumentów, pędzono jak bydło do ciężarówek i wielu z nich nigdy już nie zobaczyło domów ani rodzin. Bycie Polakiem wystarczało, by być tak traktowanym – Ron Jeffery, 1943.

W zależności od celu łapanki były planowane oraz organizowane przez członków Einsatzkommando, SS, Sicherheitsdienst, Gestapo lub niemieckich funkcjonariuszy urzędów pracy tzw. Arbeitsamtów. Metoda polegała na nagłym i szczelnym okrążeniu zdefiniowanego terenu miejskiego (fragmentu ulicy, placu, dworca itp.) i zatrzymaniu wszystkich, bądź wybranych spośród znajdujących się tam ludzi. Właściciele sklepów, zakładów, punktów usługowych itp. które znajdowały się na terenie objętym łapanką mieli obowiązek (pod groźbą kary śmierci) niewpuszczania do środka żadnych nowych osób. Klienci oraz inne osoby, które znajdowały się w środku w czasie łapanki, automatycznie unikały zatrzymania. W łapankach uczestniczyli na ogół esesmani, gestapowcy lub żołnierze Wehrmachtu. W początkowym okresie w łapankach brali udział również członkowie Selbstschutzu, a po jego rozwiązaniu policji pomocniczej Sonderdienst. Często do udziału w łapankach byli kierowani przez władze niemieckie funkcjonariusze granatowej policji (policja stworzona przez Niemców ze struktury i funkcjonariuszy Policji Państwowej działająca w Generalnym Gubernatorstwie). Łapanki były organizowane w szczególności w miastach na terenie Generalnego Gubernatorstwa oraz na ziemiach kresów wschodnich po ataku Niemiec na ZSRR. Np. w Krakowie, stolicy GG, zorganizowano olbrzymią łapankę, w obrębie której w ciągu jednego tylko dnia (tzw. „czarna niedziela”) aresztowano i wywieziono do obozu koncentracyjnego w Płaszowie 15 tys. krakowian.

## Los ludzi zatrzymanych w łapankach
Osoby zatrzymane były umieszczane w obozach filtracyjnych, gdzie dzielono je na kategorie. Dla przykładu w Warszawie, w której łapanki zaczęto przeprowadzać od wiosny 1940, 7 lutego 1941 władze niemieckie utworzyły taki obóz przejściowy, przeznaczony specjalnie dla osób kierowanych na roboty przymusowe do Rzeszy, na ulicy Skaryszewskiej 8 na Pradze. W Łodzi złapanych ludzi umieszczano w więzieniu na Radogoszczu. Zasadnicza część osób umieszczonych w tych obozach kierowano później na przymusowe roboty do Niemiec, ale część zamykano także w więzieniach, deportowano do obozów koncentracyjnych, przetrzymywano jako zakładników lub mordowano w masowych egzekucjach podczas czystek etnicznych. Pierwsza egzekucja takich zakładników została dokonana w Bydgoszczy w dniach 9–10 września 1939.
Łapanki były również organizowane na terenach gett. Ofiary były wówczas najczęściej wywożone do ośrodków zagłady.
Łapanki stanowiły jedno z podstawowych narzędzi terroru miejskiego. W przeciwieństwie do osób zatrzymywanych w mieszkaniach, osoby zatrzymywane na ulicy nie miały okazji nawet założyć adekwatnego ubrania bądź obuwia. Rodziny zatrzymanych mogły jedynie domyślać się powodów ich nagłego zniknięcia.

## Szacunki Polaków aresztowanych i wywiezionych w ramach łapanek
Z terenów Generalnego Gubernatorstwa wywieziono około 1,3 miliona osób, a z ziem wcielonych do Niemiec około 600–700 tysięcy. Najbardziej problematyczne jest ustalenie liczby ludności wywiezionej do Niemiec ze wschodnich terenów Rzeczypospolitej. Szacunkowe dane jakie są podawane dla tych ziem to liczba 300–600 tysięcy osób. Robotników przymusowych rozlokowywano na terenach:
- Prus Wschodnich (ok. 115 tysięcy),
- Brandenburgii (ok. 115 tysięcy),
- Pomorza (ok. 100 tysięcy),
- Dolnego Śląska (ok. 100 tysięcy).

## Reakcje polskiego ruchu oporu na łapanki
Już w 1940 łapankę organizowaną przez Niemców niekonwencjonalnie wykorzystał agent Związku Walki Zbrojnej (ZWZ) Witold Pilecki uwzględniając ją w swoim planie przedostania się do niemieckiego obozu koncentracyjnego Auschwitz. Wewnątrz zebrać miał informacje wywiadowcze na temat jego funkcjonowania, a także zorganizować w nim ruch oporu. 19 września 1940 podczas łapanki w Warszawie pozwolił aresztować się Niemcom i do obozu trafił w nocy z 21 na 22 września 1940. W Auschwitz udało mu się założyć organizację podziemną – Związek Organizacji Wojskowej i przekazywać dane o Holokauście do ZWZ i jej następczyni Armii Krajowej.
Polski ruch oporu przeprowadził także szereg akcji prewencyjnych, mających na celu powstrzymanie łapanek. Grupy dywersyjno-bojowe Kedywu podejmowały ataki na samochody policyjne oraz funkcjonariuszy przeprowadzających łapanki. 22 października 1943 grupa bojowa z oddziału „Kosy” obsadziła wylot ul. Ordynackiej na Nowy Świat i ostrzelała z karabinów maszynowych oraz obrzuciła granatami samochód policyjny. W wyniku akcji zginęło dwóch niemieckich policjantów oraz 4 zostało rannych. AK przeprowadziła kilka podobnych akcji w reakcji na nasilające się w Warszawie łapanki uliczne. Kolejną formą było także przeprowadzanie zamachów na osoby organizujące łapanki, policjantów oraz urzędników Arbeitsamtów. Oddziały AK włamywały się także do niemieckich urzędów pracy kierujących na roboty przymusowe do Niemiec i paliły kartoteki aresztowanych osób oraz niszczyły wyposażenie tych urzędów. Podczas konferencji w sprawie bezpieczeństwa GG, która odbyła się w Krakowie 15 kwietnia 1943 Wilhelm Struve relacjonował, że w akcjach wymierzonych przeciw Arbeitsamtom zniszczono 11 tych urzędów lub ich kartoteki. Oddziały bojowe AK zlikwidowały także w tzw. Akcji Główki szereg osób odpowiedzialnych za przeprowadzanie łapanek, m.in.:
- 14 stycznia 1943 Grupa specjalna AK wykonała wyrok śmierci na Izydorze Ossowskim, urzędniku Arbeitsamtu, kolaborującym z hitlerowcami w akcji wywożenia ludności polskiej na przymusowe roboty do Niemiec,
- 15 lutego 1943 po podobnym zarzutem zastrzelono także funkcjonariusza Policji granatowej, Romana Leona Święcickiego[8],
- Zamach na Kurta Hoffmanna – dwa zamachy z wyroku Kierownictwa Walki Podziemnej: nieudany bombowy w marcu 1943 roku oraz drugi 9 kwietnia gdy AK zlikwidowała Kurta Hoffmana, kierownika Arbeitsamtu w Warszawie przy ul. Długiej, odpowiedzialnego za organizacje łapanek[9][10],
- Likwidacja Hugo Dietza – 13 kwietnia zastrzelenie zastępcy Hoffmana, Hugo Dietza[11] ,
- 10 maja kierownika wydziału, Fritza Geista,
- 1 lutego 1944 grupa likwidacyjna Kedywu zastrzeliła Wilhelma (Willy’ego) Luberta, kierownika w warszawskim Arbeitsamcie, który był inicjatorem licznych łapanek kolejowych i ulicznych oraz masowego poboru do pracy przymusowej w III Rzeszy,
- 8 czerwca 1944 patrol bojowy z oddziału „DB-17” zastrzelił Eugena Bolongino, kierownika obozu przejściowego Arbeitsamtu przy ul. Skaryszewskiej, który organizował łapanki uliczne.

## Łapanki w kulturze popularnej
Łapanka pojawia się w wielu książkach oraz filmach przedstawiających niemiecką okupację w Polsce. Po raz pierwszy pojawiła się w piosence anonimowego autora pt. „Siekiera, motyka” śpiewanej przez ulicznych śpiewaków z narażeniem życia w okupowanej Warszawie. Piosenka po wojnie stała się częścią filmu Zakazane piosenki.
Obecnie w języku polskim funkcjonuje potoczny zwrot „ktoś (wzięty) z łapanki” oznaczający przypadkową osobę znajdującą się w danej sytuacji przez zrządzenie losu – „ślepym trafem”.